# John Leuchars
John Walter Leuchars (* 25. Juli 1852 in Durban, Kolonie Natal; † 8. September 1920 ebenda) war ein britischer Segler.

## Karriere
Leuchars nahm 1908 an den Olympischen Spielen in London teil. Hier erreichte er in der 6-m-Klasse gemeinsam mit Frank Smith und seinem Sohn Wilfrid Leuchars den vierten Rang.
Neben dem Segelsport war er unter anderem Mitglied im Royal Colonial Institute und Teilhaber der Firma Hunt, Leuchars and Hepburn. Zudem war er Direktor der British East Africa Corporation, Limited und Mitglied in verschiedenen Segelvereinen und -verbänden.